# Synthemis ariadne
Synthemis ariadne är en trollsländeart som beskrevs av Maurits Anne Lieftinck 1975. Synthemis ariadne ingår i släktet Synthemis och familjen skimmertrollsländor. Inga underarter finns listade i Catalogue of Life.